# Abhishek Pal
Abhishek Pal (Hindi अभिषेक पाल; * 15. Juli 1997 in Uttar Pradesh) ist ein indischer Leichtathlet, der im Langstreckenlauf antritt.

## Sportliche Laufbahn
Erste internationale Erfahrungen sammelte Abhishek Pal bei den Jugendasienspielen 2013 in Nanjing, bei denen er in 8:45,72 min die Bronzemedaille im 3000-Meter-Lauf gewann. Bei den Juniorenasienmeisterschaften 2016 in der Ho-Chi-Minh-Stadt gewann er in 31:24,06 min die Silbermedaille im 10.000-Meter-Lauf und belegte bei den U20-Weltmeisterschaften in Bydgoszcz in 30:22,86 min auf dem 22. Rang. 2019 wurde er bei den Asienmeisterschaften in Doha in 29:51,28 min Achter über 10.000 Meter und in 13:56,09 min Sechster über 5000 Meter. 2023 gewann er dann bei den Asienmeisterschaften in Bangkok in 29:33,26 min die Bronzemedaille über 10.000 Meter hinter dem Japaner Ren Tazawa und Shadrack Kimutai Koech aus Kasachstan und gelangte über 5000 Meter mit 15:00,03 min auf Rang 14. Im November wurde er bei den Halbmarathon-Asienmeiterschaften in Dubai in 1:08:05 h Zwölfter und im Jahr darauf gewann er bei den Crosslauf-Asienmeisterschaften 2024 in Hongkong in 32:49 min die Silbermedaille hinter seinem Landsmann Gulveer Singh. 2025 belegte er bei den Asienmeisterschaften in Gumi in 13:33,51 min den sechsten Platz über 5000 Meter.
2022 wurde Pal indischer Meister im 10.000-Meter-Lauf.

## Persönliche Bestzeiten
- 3000 Meter: 8:07,72 min, 17. August 2019 in Kessel-Lo
- 5000 Meter: 13:33,51 min, 30. Mai 2025 in Gumi
- 10.000 Meter: 28:54,98 min, 3. Oktober 2022 in Gujarat
- Halbmarathon: 1:04:07 h, 15. Oktober 2023 in Neu-Delhi